# هوين نويندورف
هوهن نويندورف (بالألمانية: Hohen Neuendorf) هي مدينة و بلدة ألمانية تقع في ألمانيا في براندنبورغ. يقدر عدد سكانها بـ 22,914 نسمة .

## توأمة
لهوين نويندورف اتفاقيات توأمة مع كل من:
- Maing [الإنجليزية]‏ (يونيو 1992 - 2017)[5]
- برجراك منذ (2018 - )
- فورستناو
- Gmina Janów Podlaski [الإنجليزية]‏
- Müllheim im Markgräflerland [الإنجليزية]‏